# Орден Чёрной звезды
Орден Чёрной звезды (фр. Ordre de l'Étoile noire) — упразднённая колониальная правительственная награда Франции.

## История
Был учреждён 1 декабря 1889 года в Порто-Ново (нынешней столице Республики Бенин) будущим королём Дагомеи Тоффа.
30 августа 1892 года получил новый статут и 30 июля 1894 года был официально признан правительством Франции, как награда, вручаемая за распространение французского влияния в Западной Африке.
В период Первой мировой войны орденом было награждено большое количество офицеров армий иностранных государств — союзников Франции (в том числе, Российской империи).
В соответствии изменениями, внесёнными в статут 14 июля 1933 года, орденом могли награждаться только лица старше 29 лет, прослужившие во Французской Западной Африке не менее 9 лет.
Как и другие «колониальные» ордена Франции, упразднён декретом от 3 декабря 1963 года в связи с учреждением Национального ордена «За заслуги». За награждёнными было сохранено право ношения знаков Ордена Чёрной звезды.
После провозглашения независимости Бенина орден использовался в качестве национальной награды этого государства (Орден Чёрной звезды Бенина).

## Степени
1. — Кавалер большого креста (фр. Grand'croix)
2. — Великий офицер (фр. Grand officier)
3. — Командор (фр. Commandeur)
4. — Офицер (фр. Officier)
5. — Кавалер (фр. Chevalier)

## Награждённые
- Доливо-Добровольский, Борис Иосифович — капитан 1 ранга (1904 — офицер; 1909 — командор)[4]
- Эссен, Николай Оттович фон — русский адмирал, командующий флотом Балтийского моря (Большой крест ордена, 1914).
- Тыртов Николай Дмитриевич - подпоручик (с 26.08.1912 ст. ст. капитан) Лейб-Гвардии Московского полка (кавалер с 15 сентября 1902 года).
- Пешков Леонтий Николаевич - поручик Фельдъегерского корпуса (Кавалер, 01 июля 1909).
- Ветер Иван Андреевич - есаул Лейб - Гвардии 5-й сводной сотни С.Е.И.В. Конвоя.С 1916 - адъютант при штабе Верховного Главнокомандующего.(Орден Чёрной звезды 9.10.1914).